# Cecidipta cecidiptoides
Cecidipta cecidiptoides är en fjärilsart som beskrevs av William Schaus 1925. Cecidipta cecidiptoides ingår i släktet Cecidipta och familjen mott. Inga underarter finns listade i Catalogue of Life.